# Шаморен, Виталь Жоашим
Виталь Жоашен Шаморен (фр. Vital Joachim Chamorin; 1773—1811) — французский военный деятель, бригадный генерал (1811 год), барон (1809 год), участник революционных и наполеоновских войн. Имя генерала выбито на Триумфальной арке в Париже.

## Биография
Родился в семье камердинера герцога Юзеса и буржуа Жоашена Шаморена (фр. Joachim Auguste Chamorin; 1740—1815) и его супруги Марии Жоанни (фр. Marie Agathe Joanny; 1744—1834).

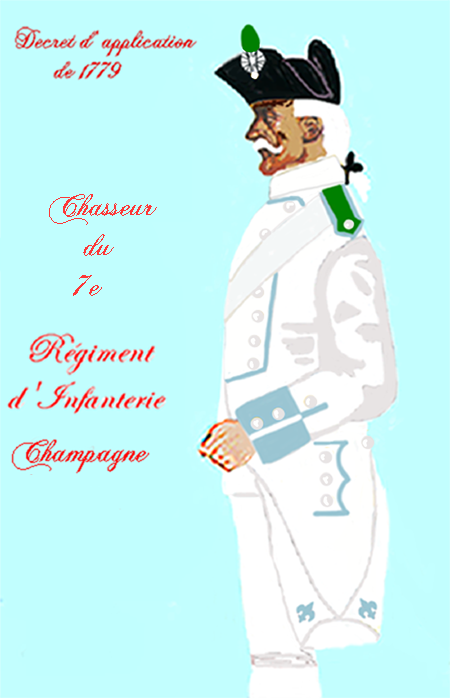
Униформа Шампанского пехотного полка

Родители хотели, чтобы Виталь-Жоашен стал нотариусом, однако 23 декабря 1788 года, в 15 лет, он записался добровольцем в Шампанский пехотный полк (с 1 января 1791 года – 7-й полк линейной пехоты). 11 марта 1792 года получил звание капрала, а уже 26 апреля 1792 года стал капралом-фурьером. В начале Революционных войн служил в Южной армии и отличился 27 сентября 1792 года при взятии Ниццы. В 1793 году переведён в Итальянскую армию. 14 февраля 1793 году участвовал в бою у Саспелло.
8 июля 1793 года записался простым солдатом в 6-й батальон волонтёров Эро, который входил в состав Армии Восточных Пиренеев. Уже 15 июля стал аджюдан унтер-офицером. Участвовал в осаде Кампродона. 24 октября 1793 года стал младшим лейтенантом. 30 апреля 1794 года проявил себя в бою при Булу, где первым ворвался на редут Монтескьё и был ранен пулей в левую ногу. Прямо на поле боя был произведён в капитаны. 8 сентября 1794 года был утверждён в новом звании, и переведён в 8-й батальон волонтёров Кот-д'Ора. С 1794 по 1796 годы служил в Рейнской армии. 30 июня 1795 года в ходе первой амальгамы его 8-й батальон влился в ряды 60-й боевой полубригады. С 29 марта по 20 апреля 1796 года успешно действовал против повстанцев на территории департамента Верхняя Луара. 20 апреля 1796 года возглавил роту гренадер. 25 мая 1796 года в ходе второй амальгамы 60-я полубригада стала частью 12-й полубригады линейной пехоты. Командуя ротой гренадер 2-го батальона 12-й полубригады великолепно проявил себя в Итальянской кампании Бонапарта в 1796-97 годах. 10 мая 1796 года сражался при Лоди. 24 августа во главе гренадер и егерей штыковой атакой овладел Борго-Форте. 8 сентября был при Бассано. 10 ноября прославился при захвате моста Ронко. 15-17 ноября отличился в сражении при Арколе, где 12-я полубригада покрыла себя славой. В 1798 году служил в Римской армии и был частью экспедиции в Чирчео (Папская область). 25 декабря 1798 года присоединился к польскими гренадерам и одним из первых ворвался в Фрозиноне при штурме. Генерал Жирардон, командовавший этой экспедицией, запросил для него звание командира батальона. У Сан-Джермано захватил австрийский артиллерийский парк из 80 орудий. Действуя в сельской местности Неаполя, захватил форт Святого Эльма, вынудив лаццарони отступить в Неаполь, где все они попали в плен.
7 марта 1800 года был назначен адъютантом генерала Соре. 12 мая 1800 года – адъютантом генерала Ватрена. 24 мая отличился при взятии Ивреи. 9 июня был ранен пулей в правое бедро в битве при Монтебелло. 10 июня был временно зачислен капитаном в 6-й гусарский полк полковника Пажоля. 14 июня отличился при Маренго, где под ним были убиты две лошади. 8 сентября вернулся к генералу Ватрену в качестве адъютанта. 25 декабря вновь был ранен пулей в грудь при Поццоло, но несмотря на тяжесть ранения остался в строю, и одним из первых пересёк Минчо, а затем атакой рассеял австрийцев. Прямо на поле боя был произведён генералом Брюном в командиры эскадрона и зачислен в 11-й гусарский полк. Продолжая службу в качестве адъютанта генерала Ватрена, с 1 мая по 15 сентября 1801 года участвовал в обороне острова Эльба от англичан. Отличился при отражении 3-тысячного десанта адмирала Уоррена близ Марчаны, когда после 6-часового упорного боя англичане вынуждены были отступить с потерей в 1200 человек. 22 декабря 1801 года был утверждён в новом звании и назначен командиром эскадрона 6-го гусарского полка.
22 мая 1802 года в Париже женился на Марие Буле (фр. Marie Victorine Boulée; 1785—1858), от которой имел троих сыновей.
В 1802 году сопровождал генерала Ватрена в экспедиции на Сан-Доминго, а после смерти последнего 15 декабря возвратился во Францию и оставался без служебного назначения. 23 января 1804 года переведён в 3-и кирасирский полк.

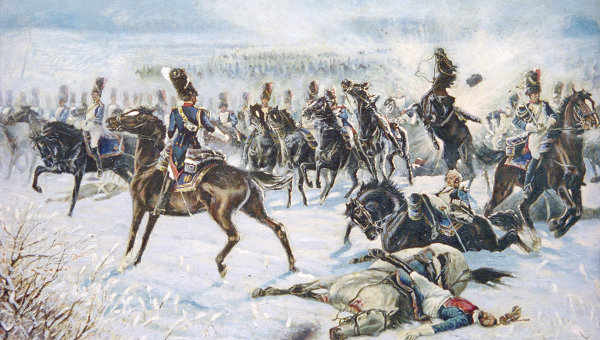
Конные гренадеры гвардии в битве при Эйлау, 8 февраля 1807 года. Картина Луи-Фердинанда Малеспины.

5 сентября 1805 года возглавил эскадрон полка конных гренадер Императорской гвардии. В этой должности участвовал в кампаниях 1805-07 годов. Отличился в легендарных гвардейских кавалерийских атаках: 2 декабря 1805 года при Аустерлице, где он разбил русский конвой, а также отличился во время большой рукопашной схватки у Креновица; и 8 февраля 1807 года при Прейсиш-Эйлау, где Шаморен дважды пересёк линию неприятеля, не получив при этом ни малейшего ранения.
16 февраля 1807 года произведён в полковники, и назначен командиром 26-го драгунского полка, вместо вышедшего в отставку полковника Делорма. 26-й полк входил в состав 3-й бригады генерала Дижона 1-й драгунской дивизии генерала Клейна. 14 мая дивизию возглавил генерал Латур-Мобур. 10 июня был ранен пулей в правую ногу при Гейльсберге, но продолжал водить свой полк в атаку до одиннадцати вечера. 14-го числа он продемонстрировал свою храбрость и ум в битве при Фридланде и получил похвалу за то, как 26-й драгунский полк выполнил в тот день свой долг.
17 марта 1808 года получил дотацию в 4000 франков ежегодной ренты с департамента Тразимено.
15 октября 1808 года со своим полком был направлен в состав Армии Испании, и 4 ноября прибыл на Пиренейский полуостров, где 1-я драгунская дивизия была приписан к резервной кавалерии маршала Бессьера. 10 ноября сражался при Бургосе, 22 ноября – при Калахорре, 23 ноября – при Туделе, где он рассеял 8-тысячную испанскую колонну, овладел всей артиллерией и взял множество пленных. Временно отданный под командование маршала Нея, он отличился в Калатаюде и 11 декабря стал комманданом Почётного легиона. 13 января 1809 года отличился в сражении при Уклесе, 20 января – при Трухильо. 19 марта 188 года получил титул барона и дотацию в 4000 франков. 28 марта он совершил несколько успешных атак в битве при Медельине, где 26-й драгунский полк покрыл себя славой, 28 июля сражался при Талавере. Наконец, 19 ноября, прибыв вечером на поле боя при Оканье, он всё же смог внести свой вклад в победу.
В первые месяцы 1810 года он боролся с бандами, наводнившими Сьерра-Морену. 23 апреля близ Игнохосы, разогнав отряд повстанцев, он с наступлением темноты прибыл в конец ущелья, где увидел огни вражеского бивака. Спешив часть своих драгунов, он атаковал испанцев, которые, полагая, что их застиг врасплох большой отряд, в беспорядке бежали и бросили свой багаж. Расквартированный в Кордове примерно в мае, он был отправлен мобильной колонной в Сьерра-Морену и Эстремадуру и разгромил несколько банд партизан. 22 декабря 1810 года двинулся на соединение с частями маршала Сульта к Бадахосу. 31 декабря, во время своего марша, у форта Асуага он столкнулся с сильным испанским отрядом, который разбил и взял большое количество пленных. В январе-феврале 1811 года принимал участие в осаде крепостей Оливенса и Бадахос. 19 февраля в битве при Геборе разбил 3-тысячное каре неприятеля, и захватил 6 орудий. После атаки маршал Сульт сказал ему: «Ах! Вот, полковник Шаморен! Если бы мне сказали, что вы ранены, это бы меня сильно задело; армия нуждается в ваших услугах, и вы сегодня показали ей, насколько они могут быть полезны. Вы были, как всегда, смелы и умелы, и ваш прекрасный полк доблестно поддерживал вас» .

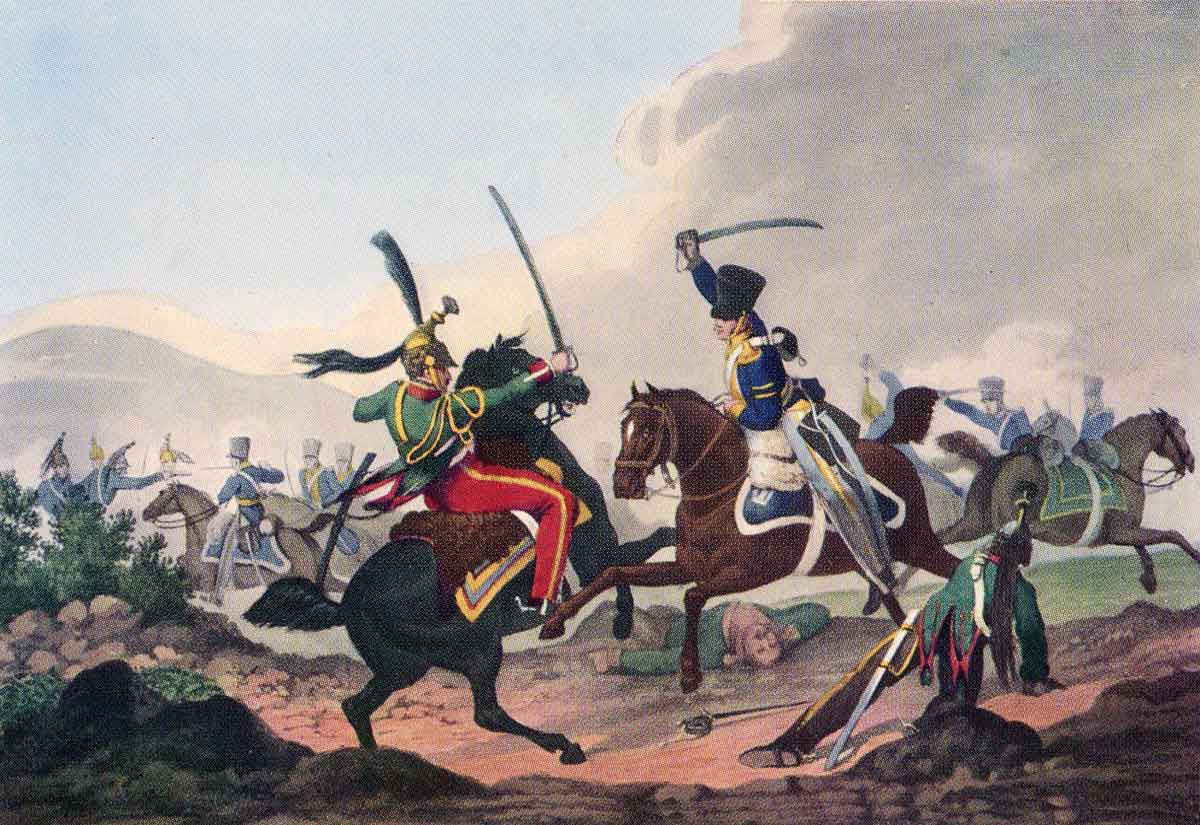
Дуэль полковника Шаморена и капрала Логана.

5 марта 1811 года был произведён в бригадные генералы. Однако, ещё до получения письма о назначении, 25 марта он был убит сабельным ударом в голову в битве при Кампу-Майор, когда шёл в атаку во главе 26-го драгунского полка против 13-го британского лёгкого драгунского полка. Во время атаки двух драгунских полков Шаморен был спешен и отрезан от основных сил своего полка; британские драгуны узнают полковника по погонам и окружают его. Шаморен прислоняется к дереву и яростно рубит всадников и лошадей, безрассудно пытающихся приблизиться к нему. Но врагов гораздо больше. Призванный сдаться, Шаморен не слушает: когда он только что пронзил саблей молодого офицера, его убивает старый британский драгун, который сильным ударом сабли раскалывает ему голову пополам. Накануне ночью Шаморену приснилось, что он вступил в бой с британцами и умер, отказываясь сдаться. Лорд Бересфорд, командующий англо-португальской кавалерией, похоронил Шаморена на поле боя с воинскими почестями и написал генералу Латур-Мобуру, командующему драгунской дивизией, в состав которой входит 26-й полк, что Шаморен в тот день вёл себя выше всех похвал. Узнав о его смерти, маршал Сульт воскликнул в присутствии своего штаба: «Я очень зол, я теряю храброго человека, он был одним из лучших моих авангардных офицеров».

## Воинские звания
- Солдат (23 декабря 1788 года);
- Капрал (11 марта 1792 года);
- Капрал-фурьер (26 апреля 1792 года);
- Младший лейтенант (24 октября 1793 года);
- Капитан (30 апреля 1794 года, утверждён 8 сентября 1794 года);
- Командир эскадрона (25 декабря 1800 года, утверждён в чине 22 декабря 1801 года);
- Командир эскадрона гвардии (5 сентября 1805 года);
- Полковник (16 февраля 1807 года);
- Бригадный генерал (5 марта 1811 года).

## Титулы

Герб барона

- Герб барона Барон Шаморен и Империи (фр. baron Chamorin et de l'Empire; декрет от 19 марта 1808 года, патент подтверждён 10 февраля 1809 года в Париже)[2][3].

## Награды
Легионер ордена Почётного легиона (9 июня 1804 года)
 Офицер ордена Почётного легиона (14 марта 1806 года)
 Коммандан ордена Почётного легиона (11 декабря 1808  года)